# Rhinagrion macrocephalum
Rhinagrion macrocephalum är en trollsländeart som först beskrevs av Selys 1862.  Rhinagrion macrocephalum ingår i släktet Rhinagrion och familjen Megapodagrionidae. Inga underarter finns listade i Catalogue of Life.